# العلاقات البوسنية الليتوانية
العلاقات البوسنية الليتوانية هي العلاقات الثنائية التي تجمع بين البوسنة والهرسك وليتوانيا.

## مقارنة بين البلدين
هذه مقارنة عامة ومرجعية للدولتين:
| وجه المقارنة                                              | البوسنة والهرسك                                             | ليتوانيا                                                    |
| --------------------------------------------------------- | ----------------------------------------------------------- | ----------------------------------------------------------- |
| المساحة (كم2)                                             | 51.20 ألف                                                   | 65.30 ألف                                                   |
| عدد السكان (نسمة)                                         | 3.51 مليون                                                  | 2.79 مليون                                                  |
| الكثافة السكانية (ن./كم²)                                 | 68.55                                                       | 42.73                                                       |
| العاصمة                                                   | سراييفو                                                     | فيلنيوس، كاوناس                                             |
| اللغة الرسمية                                             | اللغة البوسنوية، اللغة الكرواتية، اللغة الصربية             | اللغة الليتوانية                                            |
| العملة                                                    | مارك بوسني                                                  | ليتاس ليتواني، يورو                                         |
| الناتج المحلي الإجمالي (بليون دولار)                      | 18.17 مليار                                                 | 47.17 مليار                                                 |
| الناتج المحلي الإجمالي (تعادل القوة الشرائية) بليون دولار | 41.35 مليار                                                 | 84.06 مليار                                                 |
| الناتج المحلي الإجمالي الاسمي للفرد دولار أمريكي          | 4.25 ألف                                                    | 14.15 ألف                                                   |
| الناتج المحلي الإجمالي للفرد دولار أمريكي                 | 10.43 ألف                                                   | 27.69 ألف                                                   |
| مؤشر التنمية البشرية                                      | 0.733                                                       | 0.839                                                       |
| رمز المكالمات الدولي                                      | +387                                                        | +370                                                        |
| رمز الإنترنت                                              | .ba                                                         | .lt                                                         |
| المنطقة الزمنية                                           | توقيت وسط أوروبا، ت ع م+01:00، ت ع م+02:00، أوروبا/سراييفو ‏ | ت ع م+02:00، ت ع م+03:00، أوروبا/فيلنيوس ‏، توقيت شرق أوروبا |

## منظمات دولية مشتركة
يشترك البلدان في عضوية مجموعة من المنظمات الدولية، منها:
| علم المنظمة | اسم المنظمة                               | تاريخ انضمام البوسنة والهرسك | تاريخ انضمام ليتوانيا |
| ----------- | ----------------------------------------- | ---------------------------- | --------------------- |
|             | مؤسسة التنمية الدولية                     | 25 فبراير 1993               | 23 سبتمبر 2011        |
|             | يونسكو                                    | 2 يونيو 1993                 | 7 أكتوبر 1991         |
|             | وكالة ضمان الاستثمار متعدد الأطراف        | 19 مارس 1993                 | 8 يونيو 1993          |
|             | مجلس أوروبا                               | 24 أبريل 2002                | ?                     |
|             | الأمم المتحدة                             | 22 مايو 1992                 | 17 سبتمبر 1991        |
|             | الاتحاد البريدي العالمي                   | ?                            | ?                     |
|             | البنك الدولي للإنشاء والتعمير             | 25 فبراير 1993               | 6 يوليو 1992          |
|             | اتفاقية السماوات المفتوحة                 | ?                            | ?                     |
|             | الاتحاد الدولي للاتصالات                  | 20 أكتوبر 1992               | 1 يوليو 1923          |
|             | منظمة حظر الأسلحة الكيميائية              | ?                            | ?                     |
|             | مؤسسة التمويل الدولية                     | 25 فبراير 1993               | 15 يناير 1993         |
|             | المنظمة الأوروبية لسلامة الملاحة الجوية   | 2004                         | 2006                  |
|             | المركز الدولي لتسوية المنازعات الاستشارية | 13 يونيو 1997                | 5 أغسطس 1992          |
|             | منظمة الشرطة الجنائية الدولية             | ?                            | ?                     |
|             | منظمة الأمن والتعاون في أوروبا            | 30 أبريل 1992                | 10 سبتمبر 1991        |

## وصلات خارجية
- موقع وزارة الخارجية البوسنية
- موقع وزارة الخارجية الليتوانية